# Klubbspolsnäcka
Klubbspolsnäcka (Clausilia pumila) är en snäckart som beskrevs av C. Pfeiffer 1828. Klubbspolsnäcka ingår i släktet Clausilia, och familjen spolsnäckor. Arten är reproducerande i Sverige.